# Heterangaeus pallidellus
Heterangaeus pallidellus is een tweevleugelige uit de familie Pediciidae. De soort komt voor in het Palearctisch gebied.